# 1577
1575 (MDLXXVIII) var ett normalår som började en tisdag i den julianska kalendern.

## Händelser

### Augusti
- 3 augusti – Johan III antar titeln storfurste av Finland.

### Okänt datum
- Påvens sändebud Antonio Possevino kommer till Stockholm.
- Ryssarna gör ett andra misslyckat försök att belägra Reval.
- Röda boken antas som svensk gudstjänstordning.
- Tartarer härjar åter Karelen och Savolax.
- Johan III låter börja byggnadsarbeten på Stockholms slott för att omvandla det till ett renässanspalats.

## Födda
- 6 februari – Beatrice Cenci, italiensk mördare.
- 12 april – Kristian IV, kung av Danmark och Norge 1588–1648.
- 31 maj – Nur Jahan, indisk mogulkejsarinna.
- Maj – Johan Skytte, svenskt riksråd och universitetskansler; Gustav II Adolfs lärare.
- 25 november – Piet Pieterszoon Hein, holländsk sjöofficer, kapare och folkhjälte.
- Jesper Mattson Cruus af Edeby, svensk fältmarskalk, ämbetsman och riksråd, riksskattmästare 1615–1622 (född detta eller föregående år).

## Avlidna
- 26 februari – Erik XIV, kung av Sverige 1560–1568 (enligt traditionen mördad genom att ha ätit förgiftad ärtsoppa, som förgiftats på order av hans bror Johan III).[1]
- Bengt Halstensson Bagge, svensk amiral (avrättad).
- Cornelia Teelinck, nederländsk författare och poet.

### Fotnoter
1. ↑  Det hände i dag